# Rock you!/おんなじキモチ -YMCK REMIX-
「Rock you! / おんなじキモチ -YMCK REMIX-」（ロック・ユー! / おんなじキモチ -ワイエムシーケイ・リミックス-）は、東京女子流の9枚目のシングル。2012年3月7日にavex traxから発売された。

## 概要
「Rock you!」は2011年12月24日の「CONCERT*02『Christmas Live 2011』」（中野サンプラザ）で初披露した楽曲。発表当時は数字の掛け声が英語だったが、2012年1月に日本語の掛け声に変更された。
日本語版アニメ「超ロボット生命体 トランスフォーマー プライム」（テレビ愛知・テレビ東京系）内実写パート「サイバトロンサテライト こちらトランスフォーマー部」の挿入歌になっている。
Type-A、Type-B（いずれもCDとDVDのセット）、Type-C（CD-EXTRA仕様）、Type-D（mu-moショップ・イベント会場限定盤、CDのみ）の4形態。

## 収録曲
1. Rock you!（=TGS18）
作詞：黒須チヒロ、作曲：Yuuki Odagiri（Vanir）、編曲：松井寛
2. おんなじキモチ -YMCK REMIX-
作詞：黒須チヒロ、作曲：藤末樹、編曲：YMCK
3. Rock you! -Royal Mirrorball Mix-
Type-Cにのみ収録。
4. Rock you!（Instrumental）
5. おんなじキモチ -YMCK REMIX-（Instrumental）
6. TGS16先行音源
Type-Cにのみ収録。

### DVD

#### Type-A
1. おでかけムービー 〜滋賀編〜

#### Type-B
1. おんなじキモチ -YMCK REMIX-（Video Clip）
2. Making Movie 〜2nd Album〜 前編

### CD-EXTRA

#### Type-C
1. 1st JAPAN TOUR 2011〜鼓動の秘密〜でのライブ映像（ヒマワリと星屑 / ゆうやけハナビ / おんなじキモチ）